# 리얼클릭
리얼클릭은 대한민국의 ㈜디엔에이소프트의 온라인 광고 플랫폼이다. 광고주의 광고를 프로그래매틱 알고리즘과 리타게팅 기법을 통해 뉴스 미디어 및 버티컬 미디어에 노출시킨다. 해당 광고를 클릭할 때마다 과금을 하는 CPC형 체제와 노출당 과금을 하는 CPM, 기간형 CPP, 설치형 CPI까지 갖춘 온라인 광고 플랫폼으로서, 디엔에이소프트가 2005년부터 국내 최초로 운영하고 있다.
광고주는 리얼클릭과 제휴한 전략적인 매체를 선택할 수 있으며, 실시간 리포트가 지원되어 효과적인 광고를 진행할 수 있다.

## 리얼클릭
1. 리얼클릭  업종별 고정단가로 운영되어 비용대비 높은 효율을 보여준다. 다양한 광고 형태를 제공하며, 리타겟팅, 쇼핑타겟팅 등의 타겟팅 방법을 설정할 수 있다. 제휴 매체의 메인 및 서브 지면에 노출되어 높은 광고효과를 기록할 수 있다.
2. 리얼클릭DSP  유저 성향, 관심사를 기반으로 광고 목적에 맞는 타겟 유저를 보다 정확하게 공략하여 광고를 노출한다. 키워드 Data를 분석하여 유저를 매칭하는 잠재고객 확보 시스템을 지원하며, 모든 타겟팅 방법은 PC와 Mobile 연동이 가능하다.  또한, RTB(Real-Time Bidding) 시스템으로 운영되어 CPC 단가 최저 50원부터 책정하여 정해진 예산에 따라 광고주 편의에 맞는 광고 진행이 가능하다.  리타겟팅, 쇼핑타겟팅 뿐만 아니라 키워드, 관심사 등 세부적인 타겟팅 설정을 할 수 있다. 설정한 다수의 타겟팅이 모두 해당되는 유저에게만 광고가 노출되기 때문에 코어타겟에게 집중하여 광고의 높은 효율을 창출한다.
3. 리얼클릭SSP  고단가의 광고를 우선 노출하여 매체사의 높은 수익 창출을 도와주는 플랫폼이다.  RTB(Real-Time Bidding) 시스템으로 운영되어, 고단가의 광고부터 매체에 광고를 송출하며 다양한 네트워크사와의 연동으로 안정적이고 높은 필레이트를 유지한다. 따라서 매체는 지속적으로 고단가의 광고를 우선적으로 노출하여 효율적인 관리와 높은 수익 확보가 가능하다.  또한, 애드클리닝 시스템을 바탕으로, 매체사의 성격과 맞지 않는 광고를 자동적으로 차단하며, 매체사가 원치 않는 카테고리의 광고를 거부할 수도 있다

## 같이 보기
1. 리얼센스: 웹사이트나 개인 블로그를 운영하는 개인이나 단체가 회원가입을 통하여 광고 수익을 얻을 수 있다. 자신의 사이트에 스크립트 코드를 삽입하여 원하는 광고의 사이즈, 위치, 형태를 설정할 수 있고, 다양한 템플릿을 통하여 사이트 스타일에 맞는 광고 디자인을 손쉽게 적용할 수 있다.   사이트 유저가 방문하여 사이트와 자동 매칭된 광고를 클릭할 때마다 광고 수익이 발생되며, 리얼센스에서 제공하는 리포트와 정산페이지를 통하여 손쉽게 수익금을 신청할 수 있다.
2. 레몬 SDK: 모바일 애플리케이션을 보유한 개인 혹은 단체가 회원가입 후에 광고 수익을 얻을 수 있다. 레몬 SDK를 통하여 리얼클릭, 리얼클릭DSP의 모바일 광고를 게재하게 된다. 애플리케이션 유저의 광고 클릭 혹은 설치를 통하여 광고 수익을 올리게 되며, 성별, 연령대, OS등 강력한 타겟팅 기술을 통해 광고를 송출되기 때문에 높은 광고 수익을 가져갈 수 있다.